# Kubach-Wilmsen
Kubach-Wilmsen is de kunstenaarsnaam van het Duitse beeldhouwer-echtpaar:
Wolfgang Kubach (Bad Münster am Stein-Ebernburg, 9 januari 1936 – aldaar, 24 april 2007) en Anna Kubach-Wilmsen (Appeldorn (gemeente Kalkar), 13 januari 1937 – 1 juli 2021).

## Leven en werk
Zij studeerden van 1959 tot 1965 samen (hij schilder- en zij beeldhouwkunst) aan de Akademie der Bildenden Künste in München. Zij huwden in 1962 en vestigden zich in 1965 in een atelier in de buiten gebruik zijnde kerk van Hackenheim bij Bad Kreuznach. Hun werk en werkwijze groeiden dermate naar elkaar toe dat zij in 1968 besloten verder te gaan als het Kubach-Wilmsen-team in Bad Münster am Stein-Ebernburg. Gezamenlijk vonden zij een nieuwe vormentaal: eerst de beugelvorm uitgevoerd in kunststof, later in steen (marmer en graniet) de zuilvorm, maar dan de zuil los van de architectuur, de zuil zonder functie. Zij creëerden de liggende, de geknakte, de geknoopte en de eindeloze zuil. Het gebruikte materiaal werd nu ook travertijn en muschelkalk en de vorm evolueerde naar de Puppensäule (de cocon).
In 1972 namen zij met dertien andere steenbeeldhouwers deel aan het Symposion Europäischer Bildhauer in Sankt Margarethen im Burgenland in Oostenrijk.

## Steinbücher
Vanaf 1976 werden uit steen gehouwen boeken, de Steinbücher, het hoofdthema van de beide kunstenaars. Steinbücher werden gemaakt in alle mogelijke uitvoeringen, als boeken, boekrollen, bladen, kranten. Het formaat was groot of klein, gestapeld, weggeworpen of gevallen (Ikarus) en opengeslagen. Ten slotte ook nog de boekenruïne en de papierstapel (Support des rêves). Een grote bibliotheek, bestaande uit 316 Steinbüchern (Hommage à Dejaiffe) uit 1983 werd aangekocht door de Bibliothèque nationale de France in Parijs. Hun belangrijkste werk was in die periode wellicht de Granietbibliotheek La Storia della Terra, die in 1992 voor het eerst werd geëxposeerd in Villa Massimo in Rome. Dit werk bestond uit 100 boeken, verdeeld over diverse torens. In diverse musea en beeldenparken bevinden zich thans Steinbuchtürme, torens van stenen boeken gemaakt van 50 verschillende soorten marmer en graniet afkomstig van alle continenten.

## Steinskulpturenpark und Steinmuseum
In 1998 werd de Fondation Kubach-Wilmsen gesticht, met als doelstelling een beeldenpark (Steinskulpturenpark) en een museum (Steinmuseum) te realiseren aan de voet van de Rotenfelsen in Bad Münster am Stein naar het ontwerp van de Japanse architect Tadao Ando. Dit beeldenpark is sinds 2006 aangesloten bij de beeldenroute Europese Straße des Friedens.
In augustus 2010 werd het Steinskulpturenmuseum in Bad Münster geopend.

## Fotogalerij Steinbücher

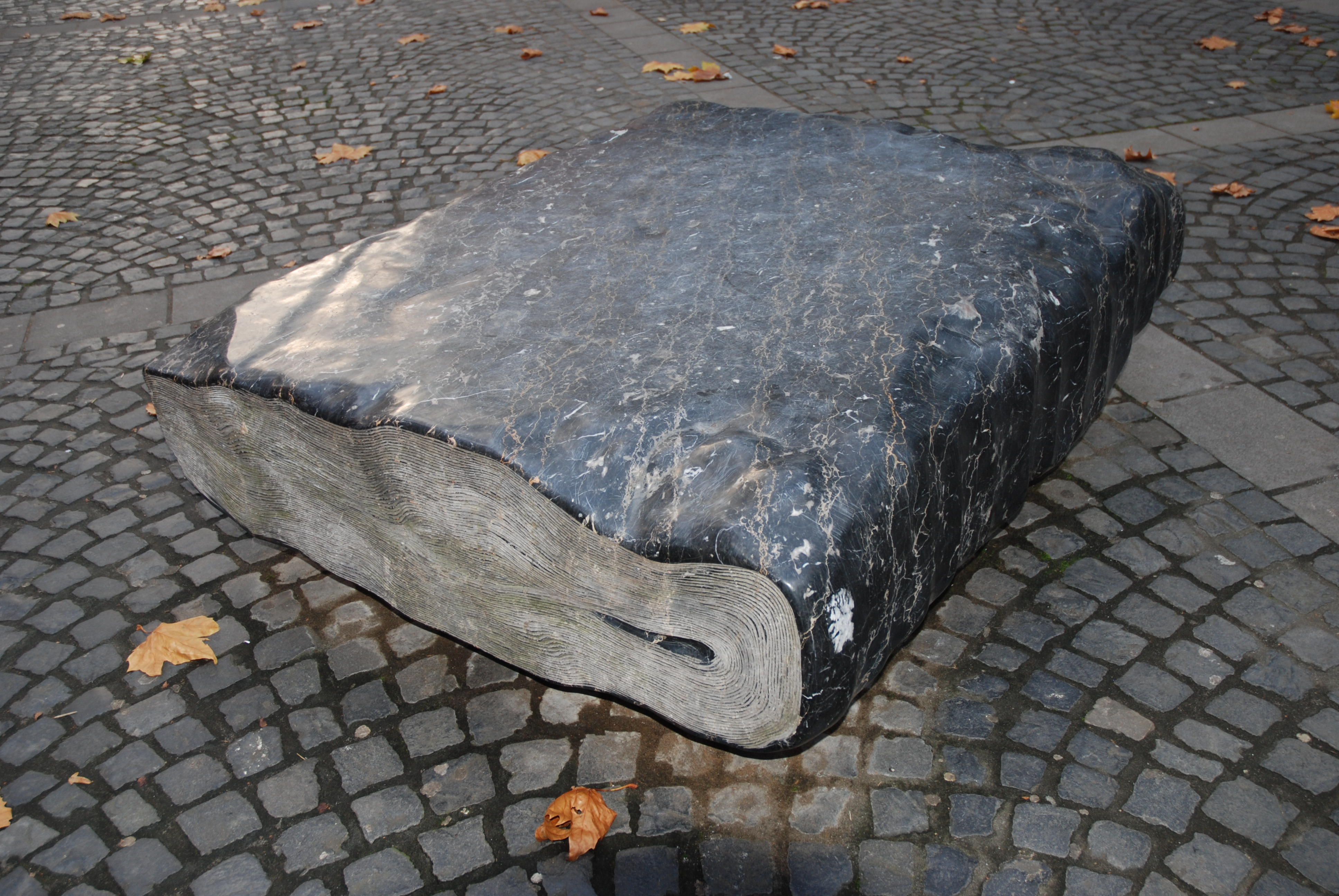
Steinbuch Hommage a Gutenberg (1978, Mainz)
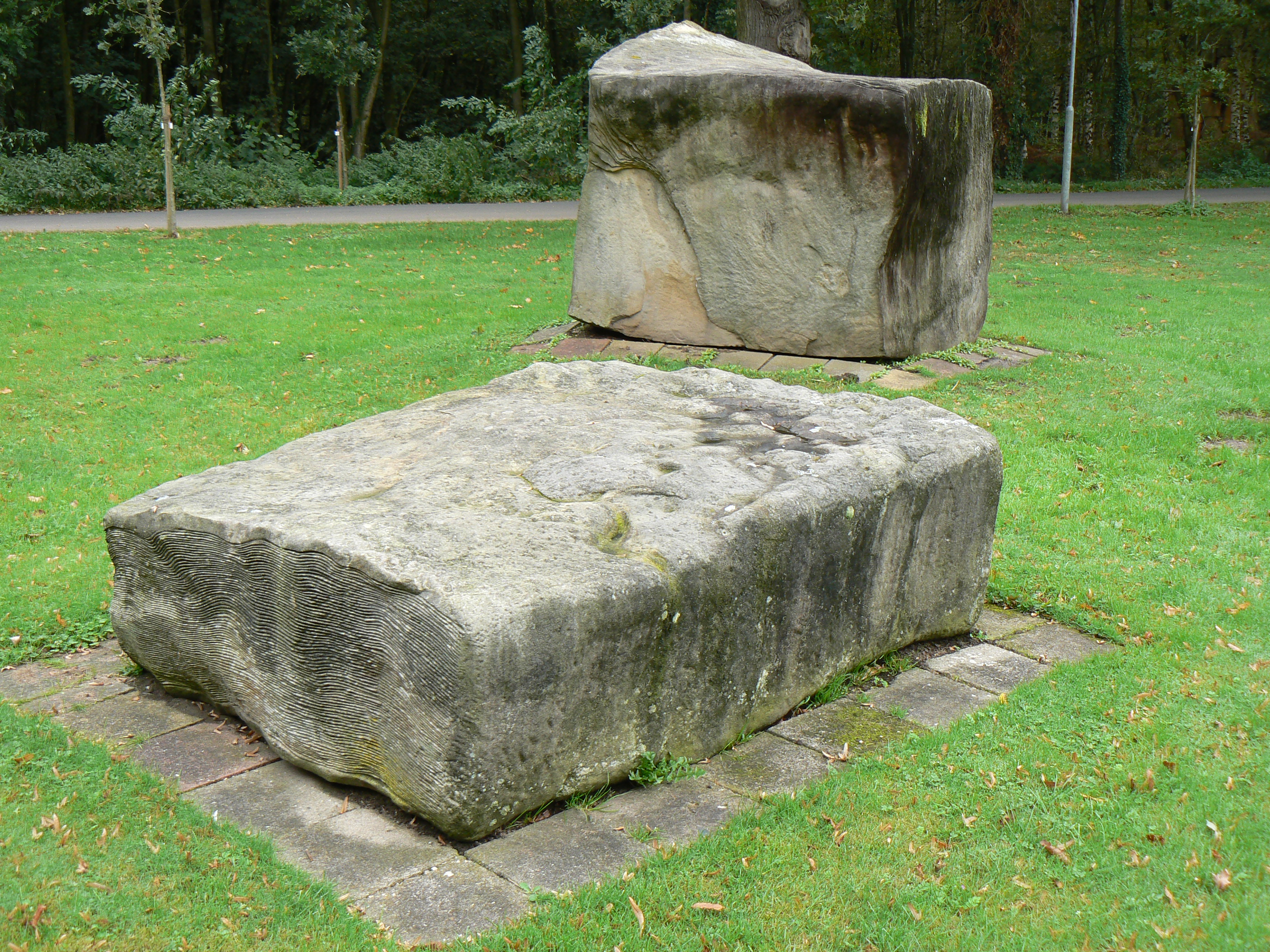
Buchruine/Liegendes Buch (1979), Kunstwegen (Frenswegen)
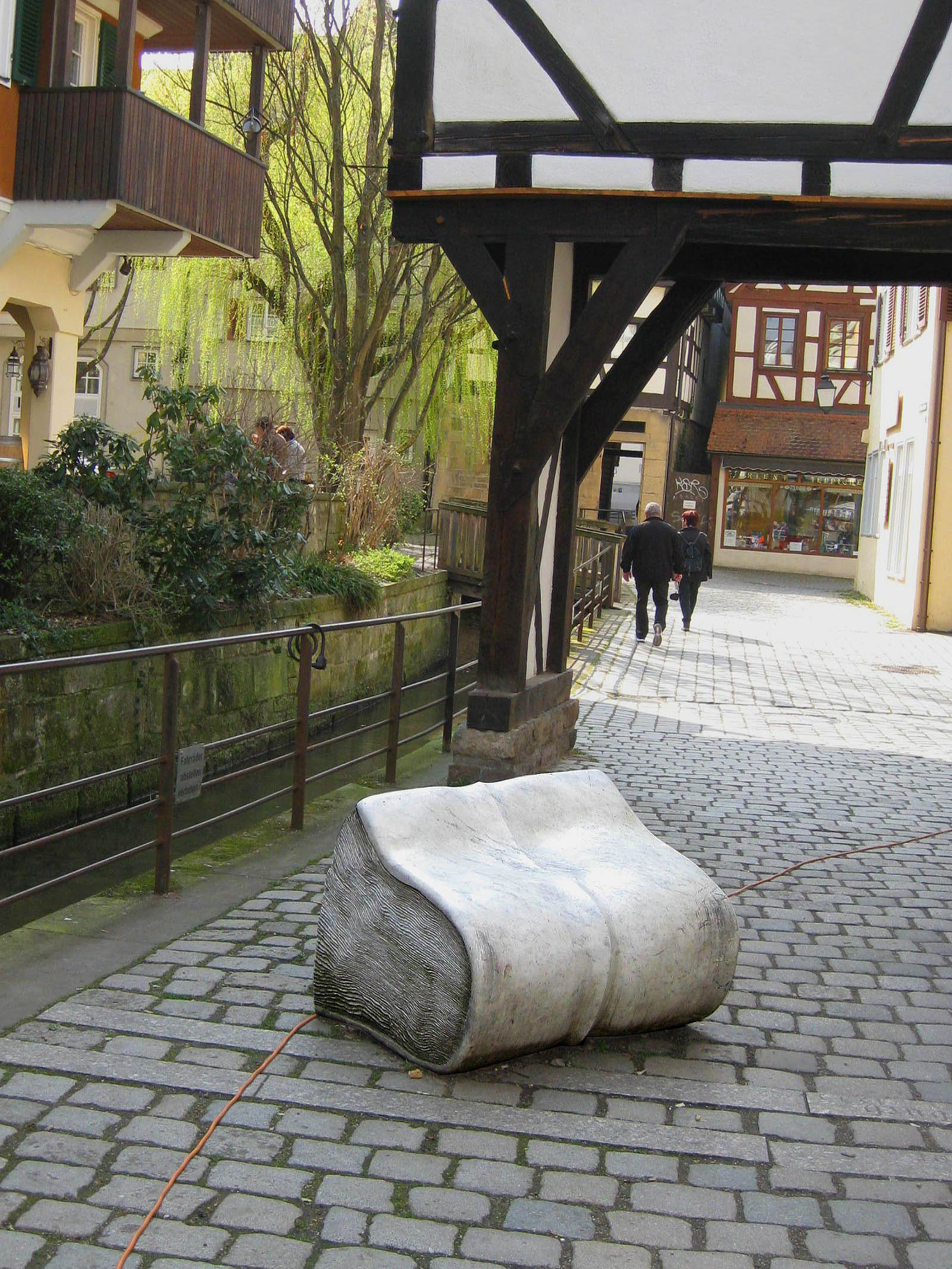
Steinbuch (1981), Tübingen (Leonard Fuchs, Neu Kreuterbuch, 1543)
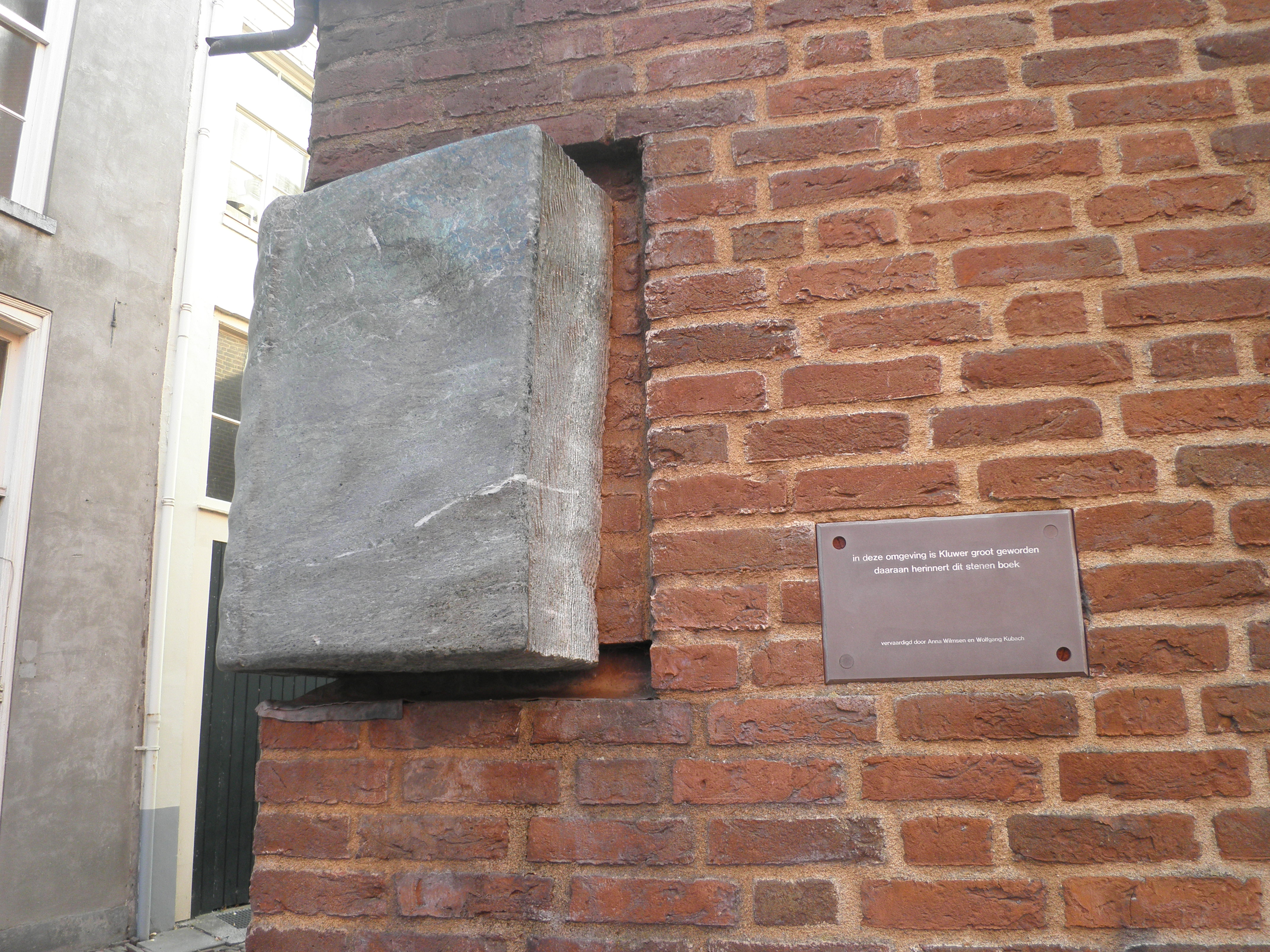
Boek voor Kluwer (1985), Deventer
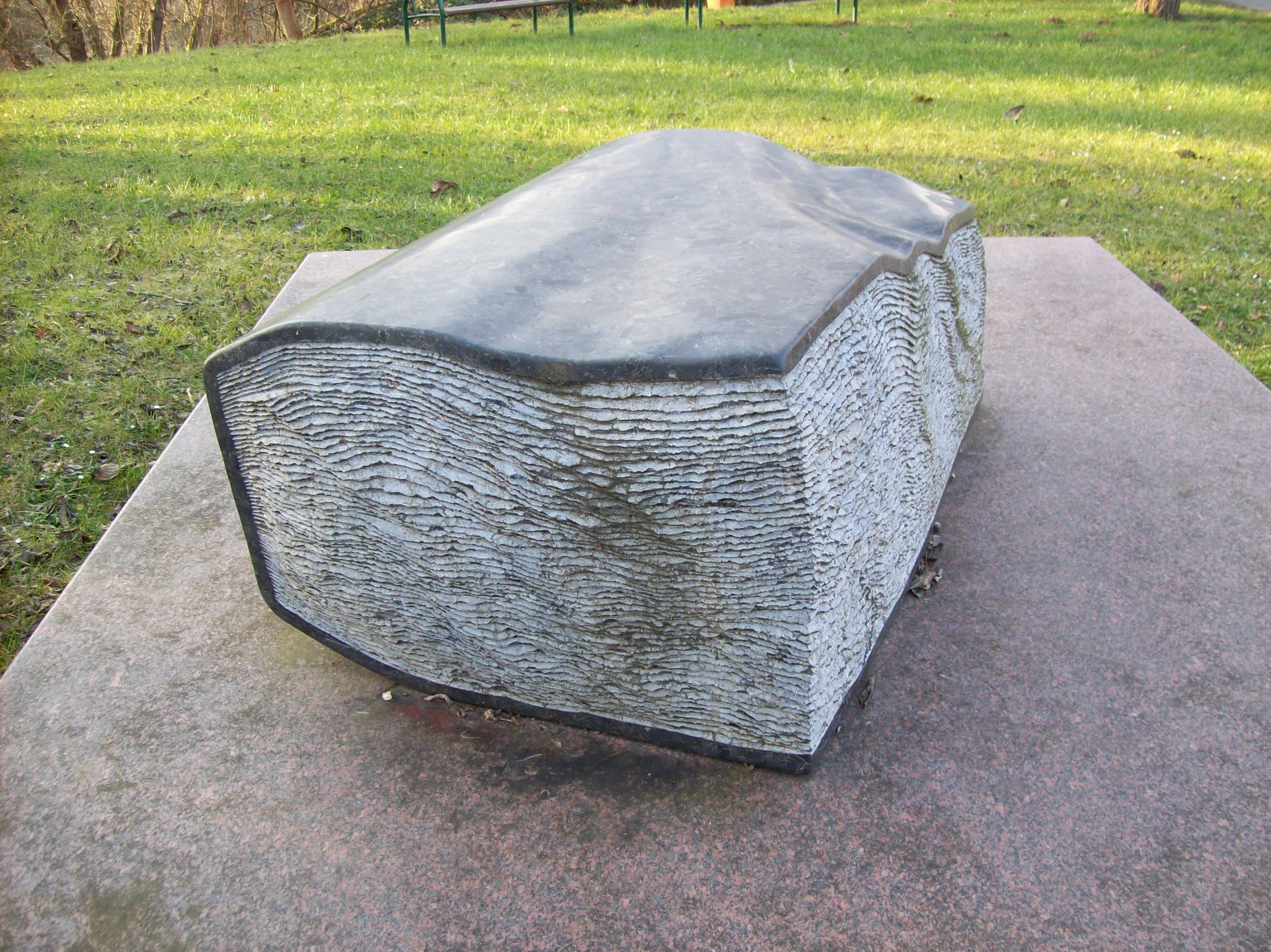
Hommage a Tolstoi (2003), Bad Münster am Stein
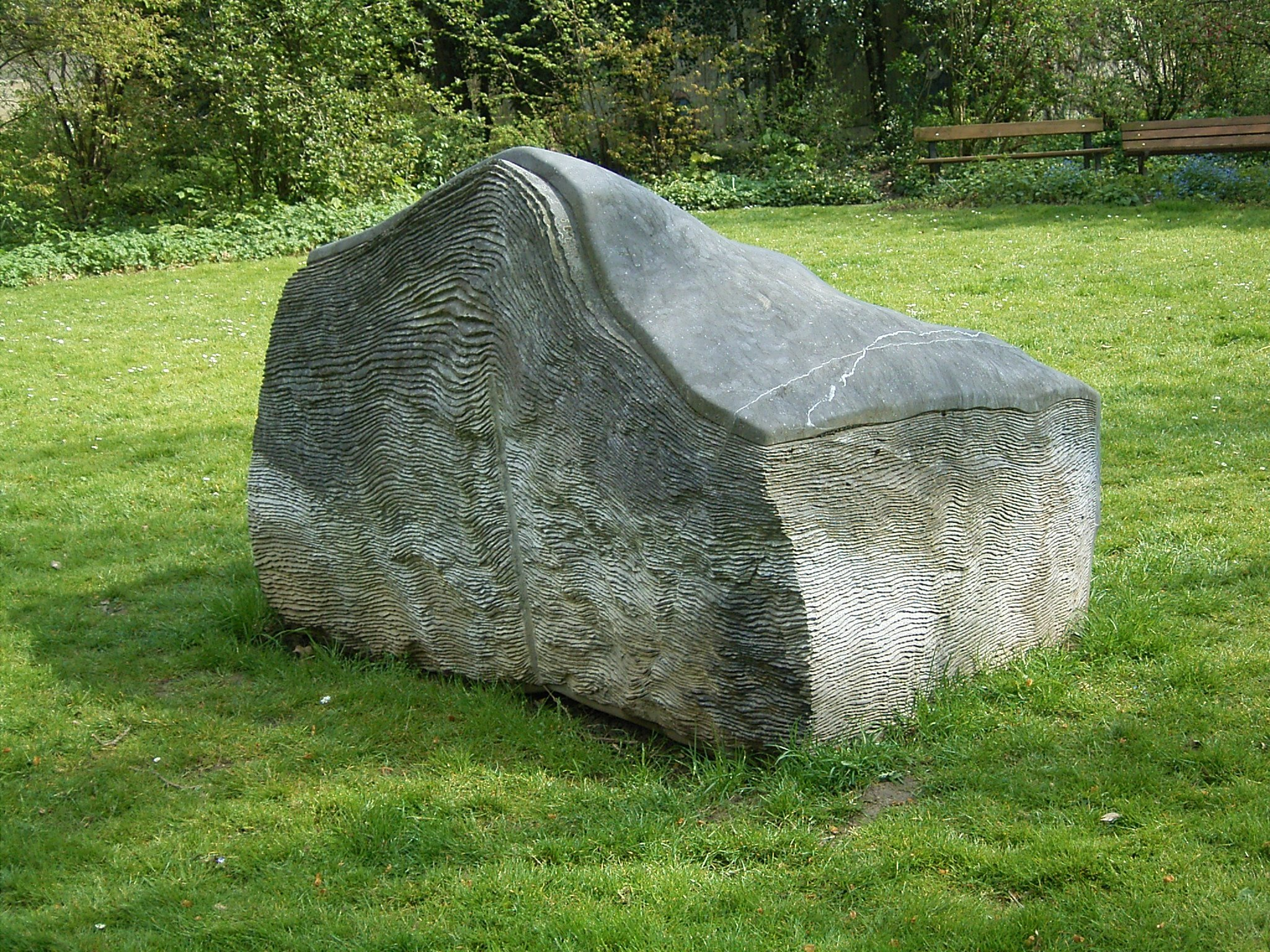
Steinbuch, Märkisches Museum in Witten
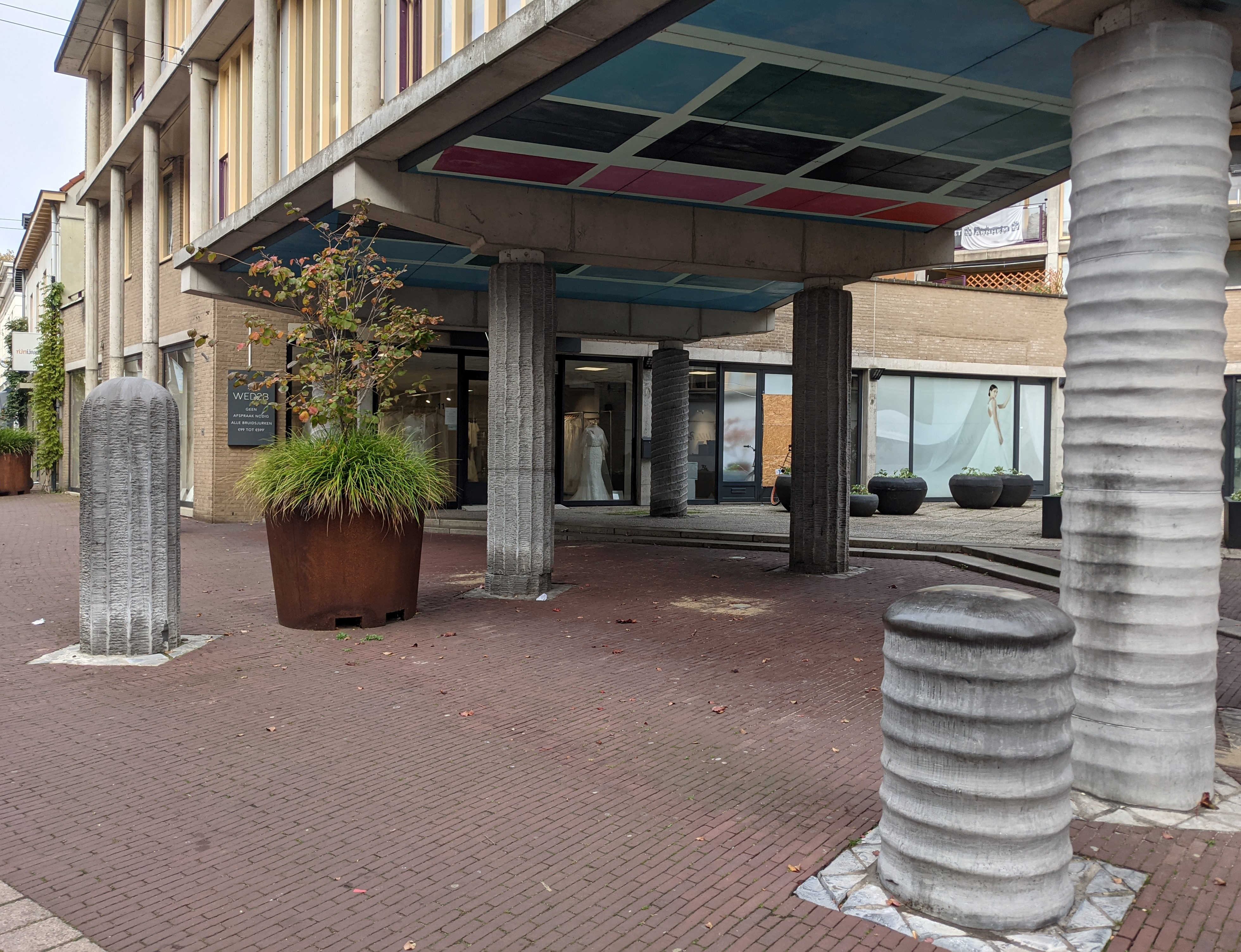
Zuilengalerij, Bovenbeekstraat, Arnhem